# Teorema di Liouville (analisi complessa)
In matematica, in particolare in analisi complessa, il teorema di Liouville è un teorema riguardante una proprietà caratteristica delle funzioni intere. Stabilisce che, detta {\displaystyle f:\mathbb {C} \rightarrow \mathbb {C} } una funzione intera, se esiste {\displaystyle M\in \mathbb {R} } tale che {\displaystyle |f(z)|\leq M} per ogni {\displaystyle z\in \mathbb {C} }, ovvero se {\displaystyle f} è limitata, allora {\displaystyle f} è costante.
Il teorema di Liouville può essere rafforzato dal piccolo teorema di Picard che afferma che l'immagine di {\displaystyle \mathbb {C} } attraverso una funzione intera non costante è o tutto il piano complesso o il piano complesso privato di un punto. Permette inoltre di ottenere una semplice dimostrazione del teorema fondamentale dell'algebra.

## Dimostrazione
Dato che {\displaystyle f} è intera si potrà scrivere un suo sviluppo attorno all'origine:
{\displaystyle f(z)=\sum _{n=0}^{\infty }a_{n}z^{n}}
Per i coefficienti, valgono le seguenti relazioni ricavabili tramite il teorema integrale di Cauchy e la formula di Cauchy:
{\displaystyle a_{n}={\frac {1}{2\pi i}}\oint _{C_{R}}{\frac {f(\xi )}{\xi ^{n+1}}}d\xi }
dove {\displaystyle C_{R}} è la circonferenza centrata nell'origine e di raggio {\displaystyle R}, abbastanza grande da contenere {\displaystyle z}.
Applicando il lemma di Darboux si ottiene la seguente disuguaglianza:
{\displaystyle |a_{n}|={\bigg |}{\frac {1}{2\pi i}}\oint _{C_{R}}{\frac {f(\xi )}{\xi ^{n+1}}}d\xi {\bigg |}\leq {\frac {1}{2\pi R^{n+1}}}\max _{C_{R}}|f|(2\pi R)={\frac {1}{R^{n}}}\max _{C_{R}}|f|}
Se si impone adesso che il modulo di {\displaystyle f} sia limitato dal numero positivo {\displaystyle M}, si vede che per tutti gli {\displaystyle n} naturali diversi da 0, la quantità {\displaystyle M/{R^{n}}} e di conseguenza {\displaystyle a_{n}} tende a 0 se {\displaystyle R} tende all'infinito. Di conseguenza {\displaystyle a_{n}=0} per ogni {\displaystyle n\neq 0}, che è la tesi.

## Estensione
Un'estensione del teorema si può operare indebolendo le ipotesi, ossia richiedendo non che la funzione sia limitata, ma che essa abbia valori in un semipiano.
Sia {\displaystyle f:\mathbb {C} \rightarrow \mathbb {C} } una funzione intera. Se {\displaystyle f(\mathbb {C} )} è contenuta in un semipiano, allora  {\displaystyle f} è costante.
Infatti, senza ledere la generalità si può supporre che il semipiano sia il semipiano individuato dai numeri complessi avente parte reale positiva.
Detta {\displaystyle u} la parte reale di {\displaystyle f}, risulta quindi che {\displaystyle u} è armonica (poiché parte reale di una funzione olomorfa) e positiva, quindi {\displaystyle u} è costante. Dalle relazioni di Cauchy-Riemann si ha anche che {\displaystyle f} è costante.